# August von der Wense (Landrat)
Ernst Georg August Friedrich von der Wense (* 6. August 1792 in Wohlenrode; † 27. August 1867 in Holdenstedt) war ein Verwaltungsjurist und Königlich Hannoverscher Landdrost und Landrat.

## Leben
August von der Wense war der Sohn des hannoverschen Landesoekonomiecommissars Ludwig Christian Friedrich von der Wense (* 21. September 1764; † 13. März 1855) in Mörse und dessen Ehefrau Charlotte von Hohenhorst (* April 1770; † 3. August 1826). Er studierte Rechtswissenschaften in Helmstedt und Göttingen. In Göttingen wurde er Mitglied des Corps Hannovera Göttingen. Nach seinem Studium wurde er zunächst Supernumerair Drost in Gifhorn und Liebenburg und stieg 1827 zum Ersten Beamten im Amt Knesebeck auf. 1839 wurde er Landdrost der Landdrostei Lüneburg und zugleich zum Ritter des Guelphen-Ordens ernannt. Schon 1840 wurde er Kommandeur dieses Ordens. Von 1842 bis 1863 war er für das Gifhornische Quartier einer der vier Landräte der Lüneburgischen Landschaft.
August von der Wense war Herr auf Holdenstedt, Mörse, Hattorf und Wohlenrode und somit als Grundbesitzer in der Region Uelzen und Celle fest verankert. Mit seiner Ehefrau Karoline von Willich (* 16. Februar 1801; † 10. Dezember 1861) hatte er dreizehn Kinder, von denen zehn ihre Eltern überlebten.